# Giovanni Bacis
 (juillet 2023).
Giovanni Bacis, né le 8 octobre 1938 à Osio Sotto, est un footballeur Italien.

## Biographie
Il dispute un total de 73 matchs en deuxième division italienne (Serie B) avec le club de Monza. Il inscrit son unique but dans ce championnat le 13 octobre 1962, contre l'AS Bari, permettant à son équipe de réaliser le match nul.